# Komisja Franco Malfattiego
Komisja Franco Malfattiego – Komisja Europejska urzędująca od 1 lipca 1970 roku do 21 marca 1972 roku. Jej przewodniczącym był włoski polityk Franco Maria Malfatti, a wiceprzewodniczącymi Wilhelm Haferkamp i Sicco Mansholt.
Komisja składała się z przewodniczącego i ośmiu członków (komisarzy). Po dwóch przedstawicieli posiadali: Francja, Niemcy i Włochy. Belgia, Holandia i Luksemburg posiadali jednego komisarza.

## Skład Komisji Europejskiej
| Komisja                                                                 | Komisarz              |
| ----------------------------------------------------------------------- | --------------------- |
| Przewodniczący Komisji Europejskiej                                     | Franco Maria Malfatti |
| Komisarz ds. Rolnictwa                                                  | Sicco Mansholt        |
| Komisarz ds. Rynku Wewnętrznego, Komisarz ds. Energii                   | Wilhelm Haferkamp     |
| Komisarz ds. Ekonomicznych i Monetarnych                                | Raymond Barre         |
| Komisarz ds. Konkurencji, Komisarz ds. Polityki Regionalnej             | Albert Borschette     |
| Komisarz ds. Społecznych, Komisarz ds. Transportu, Komisarz ds. Budżetu | Albert Coppé          |
| Komisarz ds. Handlu                                                     | Ralf Dahrendorf       |
| Komisarz ds. Stosunków Zewnętrznych                                     | Jean-François Deniau  |
| Komisarz ds. Przemysłu                                                  | Altiero Spinelli      |